# Krahule
Krahule es un municipio del distrito de Žiar nad Hronom en la región de Banská Bystrica, Eslovaquia, con una población estimada a final del año 2024 de 253 habitantes.
Se encuentra ubicado al noroeste de la región, en el valle del río Hron —un afluente izquierdo del Danubio— y cerca de la frontera con las regiones de Nitra y Trenčín.

## Demografía
| Año        | 1994 | 2004    | 2014     | 2024     |
| ---------- | ---- | ------- | -------- | -------- |
| Población  | 150  | 155     | 192      | 253      |
| Diferencia |      | +3,33 % | +23,87 % | +31,77 % |

| Año        | 2023 | 2024    |
| ---------- | ---- | ------- |
| Población  | 259  | 253     |
| Diferencia |      | −2,31 % |